# Emblemaria australis
Emblemaria australis is een straalvinnige vissensoort uit de familie van snoekslijmvissen (Chaenopsidae). De wetenschappelijke naam van de soort is voor het eerst geldig gepubliceerd in 2003 door Ramos, Rocha & Rocha.